# مکس وایلر
مکس وایلر (آلمانی: Max Weiler; ۲۵ سپتامبر ۱۹۰۰ – ۱ سپتامبر ۱۹۶۹) بازیکن فوتبال اهل سوئیس بود.
از باشگاه‌هایی که در آن بازی کرده‌است می‌توان به باشگاه فوتبال گراس‌هاپر زوریخ اشاره کرد.
وی همچنین در تیم ملی فوتبال سوئیس بازی کرده‌است.